# Архыз (курорт)
Всесезонный горный курорт «Архыз» — курорт в Зеленчукском районе Карачаево-Черкесской Республики, сочетающий зимние и летние виды туризма. На территории курорта построены две туристические деревни Романтик и Лунная поляна.  Расстояние до Черкесска составляет 116 км, до ближайшего крупного аэропорта Минеральные Воды — 215 км.
В соответствии с постановлением правительства Российской Федерации от 14 октября 2010 г. № 833 «О создании туристического кластера в Северо-Кавказском федеральном округе, Краснодарском крае и Республике Адыгея» включен в проект туристического кластера под управлением АО «Курорты Северного Кавказа».

## Концепция курорта
В рамках проекта всесезонного горнолыжного курорта «Архыз» предполагается развитие в целях туризма и рекреации двух долин в Зеленчукском и Урупском районах Карачаево-Черкесской Республики — долины реки Архыз и долины реки Пхия.
Согласно планам строительства, курорт будет включать пять туристических деревень, четыре из которых расположатся в долине реки Архыз — деревни Романтик, Лунная поляна, Дукка и Дукка-2000; ещё одна деревня — Пхия — будет построена в долине одноименной реки.
Все туристические деревни планируется связать между собой единой системой горнолыжных склонов и канатных дорог, что позволит отдыхающим свободно перемещаться между этими поселениями на лыжах. В основе проектирования деревень заложен принцип «Ski in — ski out» (в отечественной практике — «Катание от дверей»), обеспечивающий максимально комфортное катание: на лыжах можно будет подъехать к большинству объектов туристической инфраструктуры — гостиницам, ресторанам, магазинам и т. п.

## История реализации проекта
- 29 августа 2011 года — закладка первой опоры первой канатной дороги будущего курорта[6].
- 21 декабря 2013 года — запуск курорта в тестовую эксплуатацию[7] под брендом Архыз Ski на территории первой туристической деревни Романтик.
- декабрь 2013 года — на территории особой особой экономической зоны туристско-рекреационного типа был зарегистрирован первый резидент особой экономической зоны — ООО «Архыз-1650»[8].
- 31 марта 2014 года — завершение первого зимнего сезона, в течение которого курорт посетили 35 тысяч туристов[9]; было реализовано 28 тысяч ски-пассов[10].
- 20 июня 2014 года — открытие летнего сезона под брендом развлекательной программы Архыз Park[11]. За два первых летних месяца курорт «Архыз» посетили свыше 20 тысяч туристов[12]. По итогам трех летних месяцев эксплуатации на «Архызе» побывало более 40 тысяч гостей[13]. В течение летнего сезона и первого месяца осени курорт посетили более 50 тысяч туристов[14].
- 10 ноября 2014 года — на курорте продан 100-тысячный ски-пасс[15].
- 30 декабря 2014 года — открытие второго зимнего сезона. Уже в течение новогодних праздников на курорте отдохнули 25 тысяч человек[16], а к моменту закрытия сезона 4 апреля туристический поток превысил 90 тысяч человек[17].
- 14 сентября 2015 года — по итогам второго летнего сезона курорт посетили 40 тысяч гостей[18].
- 26 декабря 2015 года — состоялось торжественное открытие объектов горнолыжной инфраструктуры в новой туристической деревне Лунная поляна на ВТРК «Архыз» и был дан старт горнолыжного сезона 2015/2016 гг. К новому сезону были построены и введены в эксплуатацию три горнолыжные трассы, канатная дорога «Лунный экспресс», многофункциональный центр с бюро проката горнолыжного оборудования, открытый ледовый каток и ряд других объектов[19]. В течение сезона на курорте отдохнули 130 тысяч человек[20].

## Инфраструктура курорта

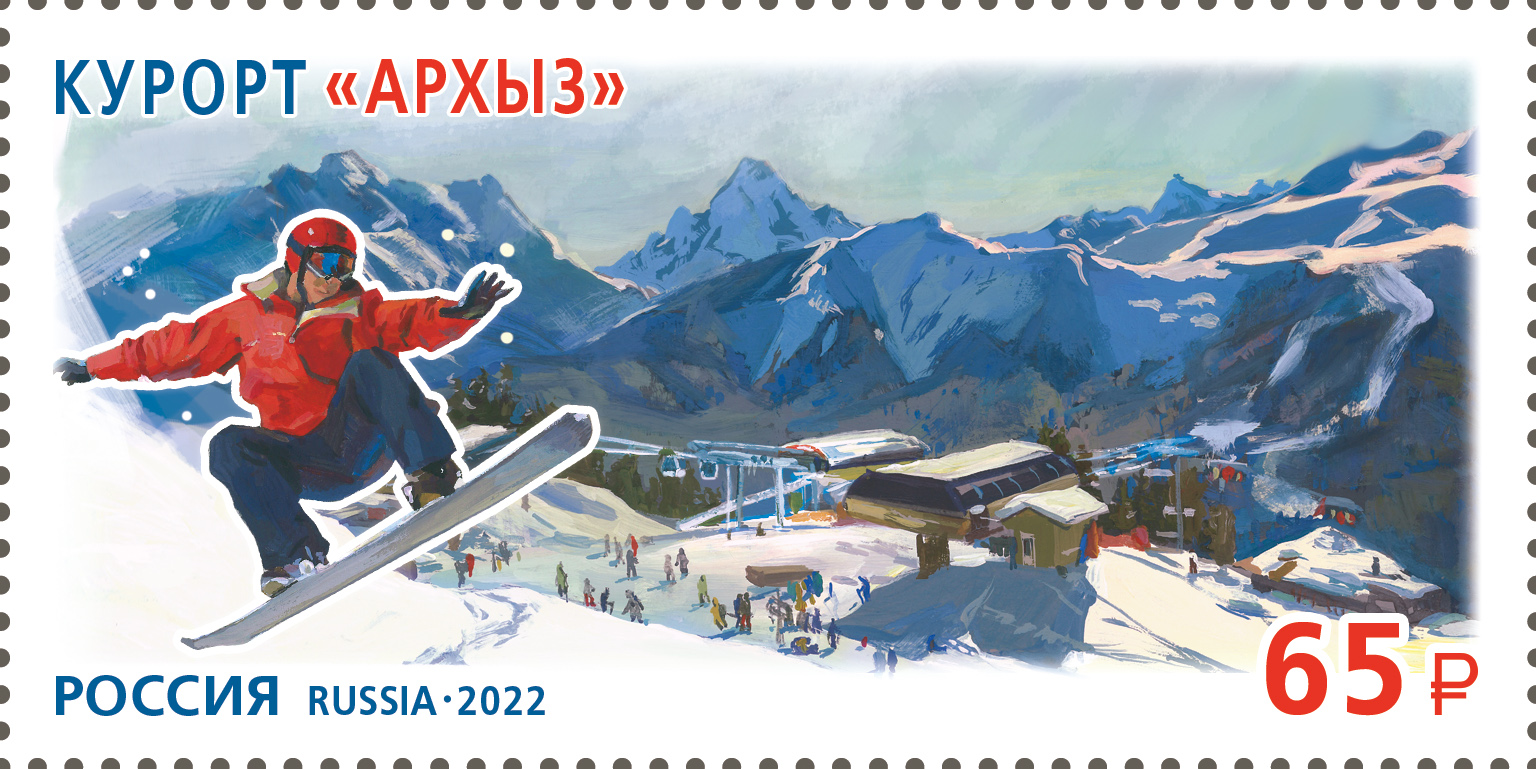
Почтовая марка. Курорты Северного Кавказа. Курорт «Архыз»

### Горнолыжная инфраструктура

###### Подъёмники

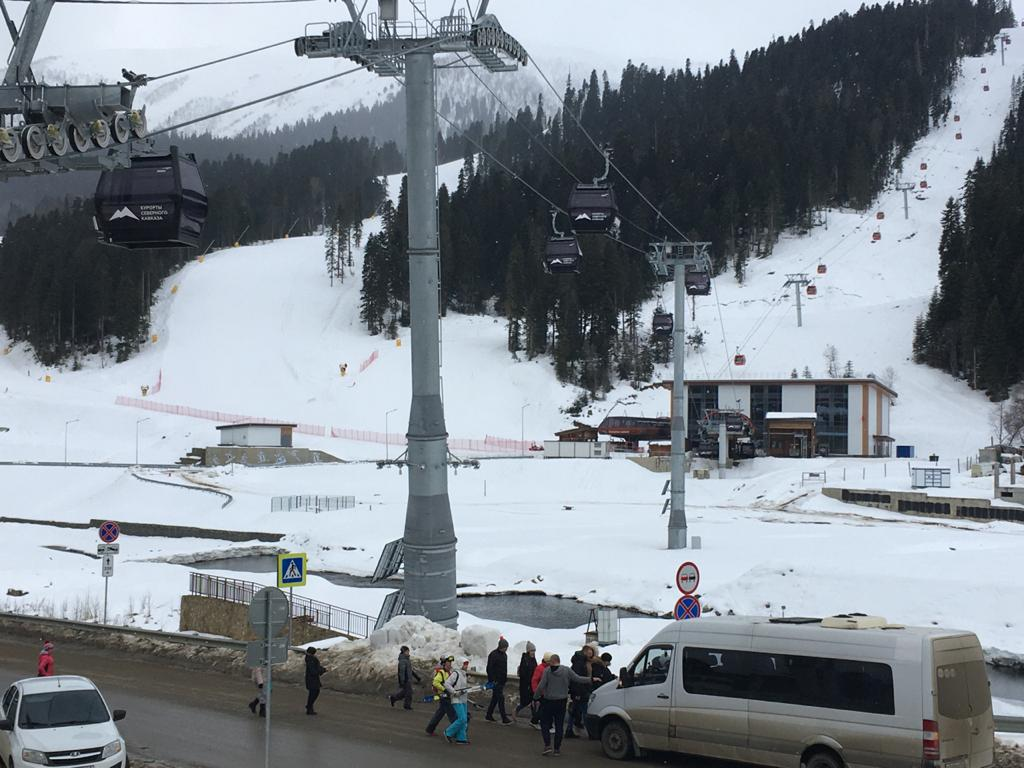
Подъёмник

Горнолыжная инфраструктура курорта в настоящее время представлена 8 канатными дорогами — 4 кресельными и 4 гондольными.
Кресельный четырехместный подъёмник «Спутник» имеет пропускную способность 1800 чел./час, его длина по склону составляет 859 метров, превышение верхней станции канатной дороги над нижней — 115 м, время доставки туристов на верхнюю точку составляет 7-12 минут.
Гондольный подъёмник «Млечный путь» рассчитан на 2400 чел./час, каждая кабина перевозит 8 человек. Длина канатной дороги по склону — 2354 м, превышение верхней станции над нижней — 583 м, время доставки туристов на верхнюю площадку — 6-15 минут.
Кресельный шестиместный подъёмник «Лунный экспресс», оборудованный укрытиями от дождя и ветра и рассчитанный на 2400 чел./час.
Канатная дорога «Северное сияние» находится на северном склоне и состоит из трёх секций канатных дорог гондольного типа и одной секции канатной дороги кресельного типа. Первая секция начинается на главной площади «Романтика». Общая пропускная способность канатной дороги — 2500 чел./час, длина по склону — 5520 м, время подъёма от Романтика до верхней станции на хребте Габулу (2839 м) —  31 минута. 
В зимнем сезоне по пятницам, выходным и праздничным дням на курорте работает вечернее катание.
В октябре 2024 года состоялось открытие канатной дороги с первыми в России гондолами со стеклянным полом, протяжённостью 2376 метров и пропускной способностью 1200 человек в час.

###### Трассы

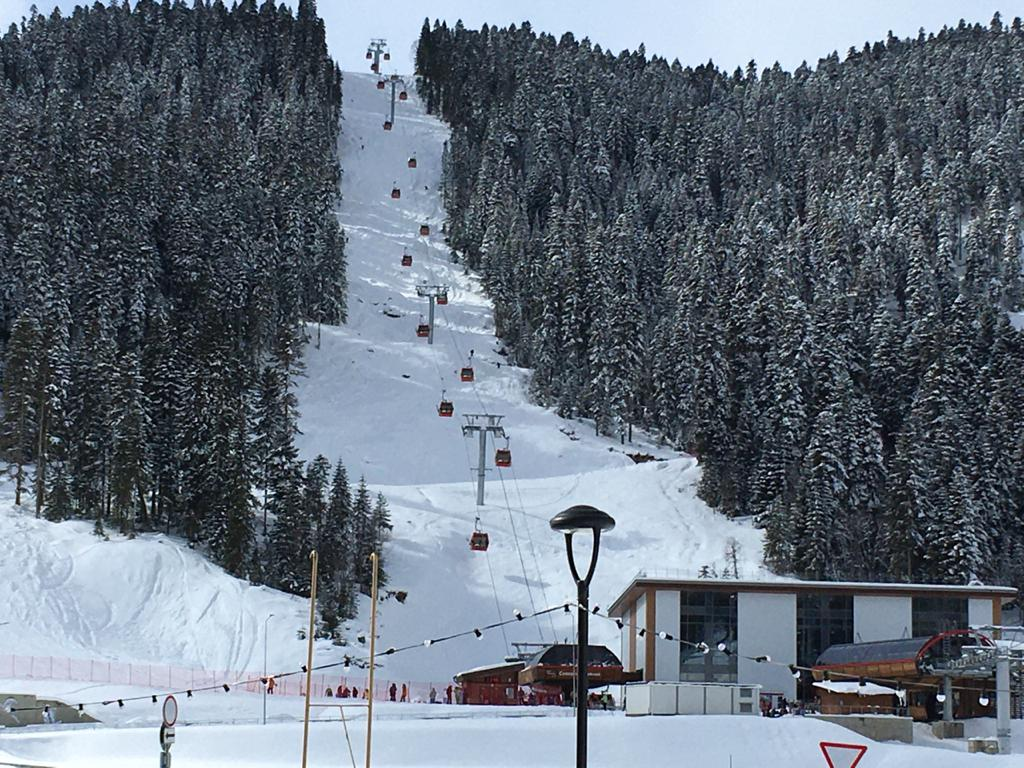
Горнолыжная трасса

На территории ВТРК «Архыз» работают 27 км современных горнолыжных трасс. «зелёные» трассы для новичков, «синие» - для более опытных лыжников и сноубордистов; для профессионалов предусмотрены сложные трассы «красного» уровня сложности, а для экстремалов – «чёрные» склоны. Почти все трассы оснащены системой искусственного оснежения.

### Гостиничная и развлекательная инфраструктура
В настоящее время для туристов открыты гостиницы — «Романтик-1» и «Романтик-2» три звезды общим номерным фондом в 209 мест размещения, а также гостиница «Вертикаль» четыре звезды на 209 мест размещения. «FLORA boutique-hotel & spa» четырёхзвёздочная гостиница на 33 номера. Отель Arkhyz Royal Resort & Spa пять звёзд. Пансионат Аллюр.

### Услуги и развлечения

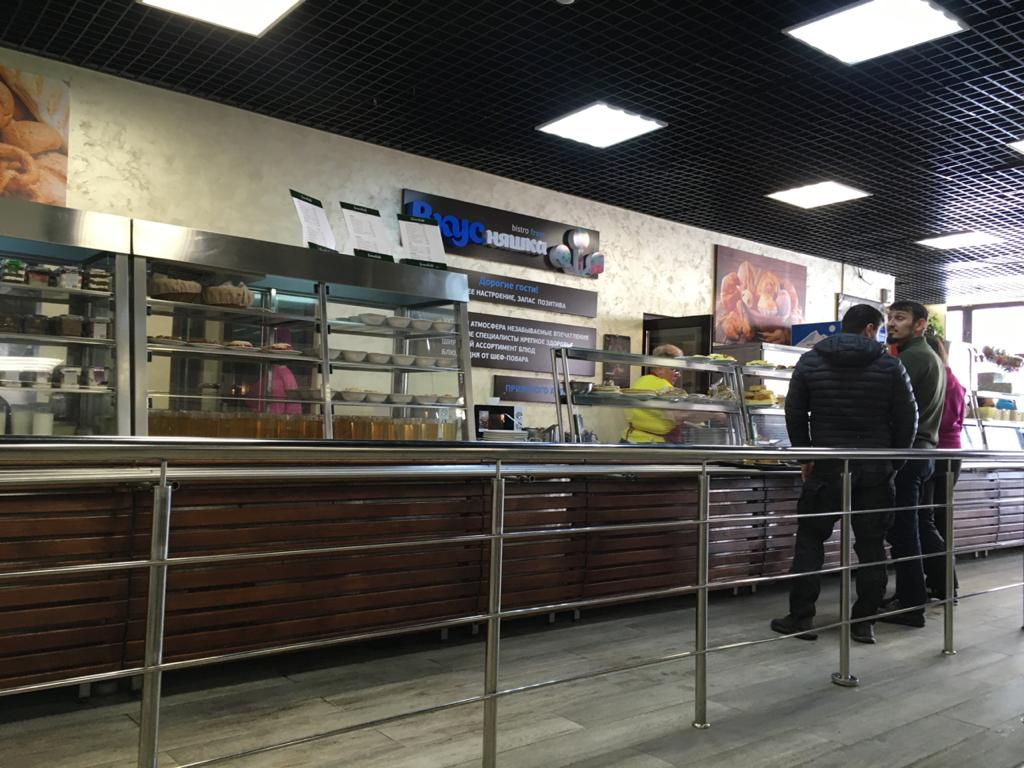
Столовая

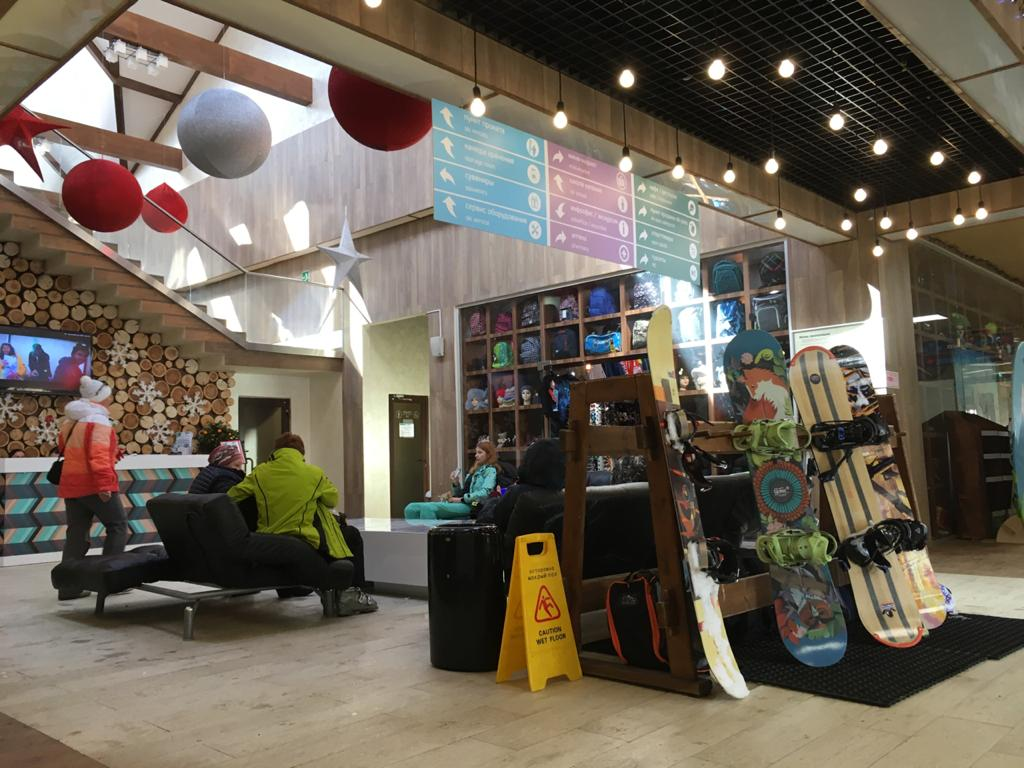
Вестибюль Сервис-центра

На курорте открыты сервис-центры, где работают пункты проката горнолыжного снаряжения, камеры хранения, сервисная мастерская.
Работает магазин сувениров, мини-маркет, медицинский пункт, кафе-столовая, рестораны, ширм-бар.
В рамках летней развлекательной программы на курорте открыт высотный веревочный парк, бассейны под открытым небом, летний кинотеатр, тир для стрельбы из лука, установлены бильярдные и теннисные столы. Работает пейнтбольный клуб, прокат велосипедов и сигвеев, детская игровая площадка и парк развлечений с электромобилями и настольными играми. Организуются конные прогулки и катание на джипах, автобусные экскурсии к историческим и природным достопримечательностям.

## Инвестиции
Как и другие курорты с составе туристического кластера в Северо-Кавказском федеральном округе, Краснодарского края и Республики Адыгея, курорт «Архыз» реализуется на принципах государственно-частного партнерства.
На текущий момент в особых экономических зонах в составе Северо-Кавказского туристического кластера работают 25 компаний — резидентов. Большинство из них — 24 компании и индивидуальных предпринимателя — инвестируют в развитие ОЭЗ «Архыз», одной из наиболее динамично развивающихся особых экономических зон туристско-рекреационного типа в Российской Федерации. По итогам 2015 года резидентами курорта было заявлено о готовности инвестировать в его развитие 3,1 млрд рублей, и уже в начале 2016 года были одобрены инвестиционные заявки ещё на 1,7 млрд рублей.
Дочерние компании туроператора «Библио-Глобус» в ноябре 2020 года заявили о готовности вложить в развитие гостиничного фонда и объектов индустрии развлечений всесезонного курорта «Архыз» в Карачаево-Черкесии более 2,5 млрд рублей. Основной задачей новых инвесторов станет обеспечение загрузки объекта в летний сезон.

## Туристический потенциал
- Наскальный лик Христа[26].
- Специальная астрофизическая обсерватория РАН.
- Нижне-Архызское городище.
- Софийские водопады.
- Тебердинский заповедник.

### Природные достопримечательности
Архыз — горный район Карачаево-Черкесской Республики. Относится к северным склонам Главного Кавказского хребта. Долина Архыз расположена на высоте между 1440 и 3300 м над уровнем моря. Высочайшие точки — горы Пшиш и София (43°25′18″ с. ш. 41°16′10″ в. д.).
На территории долины расположены 60 ледников и горных озёр. Со 120-метровой высоты Софийского ледника низвергаются 12 водопадов. Главной водной артерией является река Большой Зеленчук протяженностью около 170 км.
Регион широко известен по всей России благодаря минеральной воде «Архыз», которая издавна добывается здесь и обладает полезным лечебно-минералогическим составом.

### Климат
Расположенный в межгорной котловине, Архыз защищен от сильных ветров и славится мягким климатом.
Средняя температура воздуха летом составляет плюс 14,8°С, зимой — минус 5,8°С. Снег выпадает в октябре-ноябре и тает только в апреле. Толщина снежного покрова колеблется от 0,5 до 2,5 м.

## Награды и номинации
В 2016 году победитель в номинации «Лучший молодой горнолыжный курорт России»
В 2018 году "Архыз" получил национальную премию в области физической культуры и спорта
В рамках Национальной спортивной премии за 2018 год, учрежденной министерством спорта РФ, «Архыз» был признан лучшим объектом спорта в номинации «Спортивный объект России».
В 2022 году победитель в номинации лучший горнолыжный курорт Северо-Кавказского федерального округа, лауреат национальной премии "Горы России"
В 2023 году по версии национальной премии «Горы России» курорт стал лучшим горнолыжным курортом России
В 2024 году «Архыз» получил премию Ski Business Awards 2024 как лучший горнолыжный курорт Северо-Кавказского федерального округа